# Рио-де-Оро

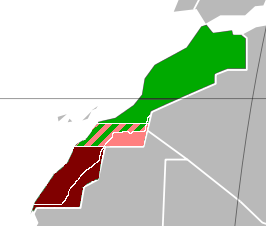
Рио-де-Оро (темно-красный), Марокко (зелёный) и САДР (розовый)

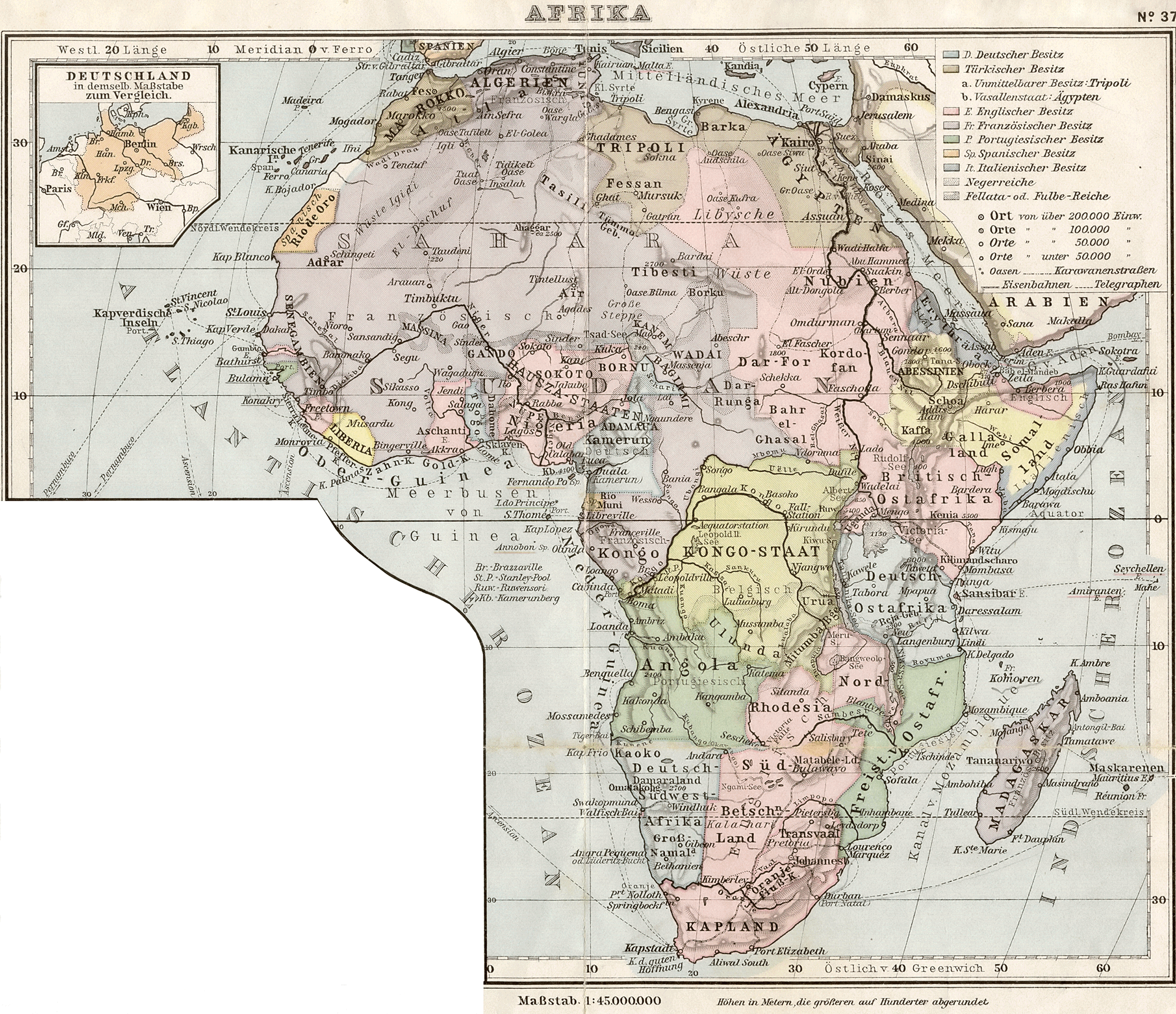
Колония Рио-де-Оро на карте Африки (1905 год)

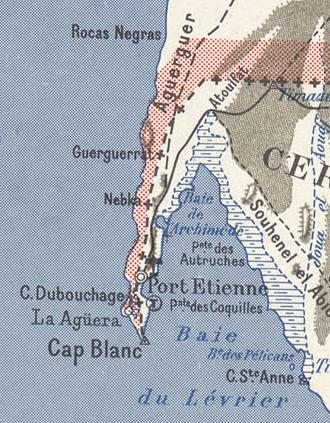
Карта Рас-Нуадибу 1958 года

Рио-де-Оро (в переводе с испанского "Золотая река", исп. Río de Oro, араб. وادي الذهب‎, wādī-að-ðahab) — историко-географическая область в Западной Сахаре, а также название располагавшейся до 1924 года на западно-сахарской территории испанской колонии.
Регион находится между 26° и 21° 20' с. ш. Общая площадь 184 тыс. км². На западе территория ограничена Атлантическим океаном, на востоке граница проходит вдоль государственной границы Мавритании. В настоящее время к составу Рио-де-Оро также относят полуостров Рас-Нуадибу. Является спорной территорией между Марокко и Сахарской АДР, с 1991 года разделена на две части внешним кольцом Марокканской стены.

## История
В конце XIX века территория современной Западной Сахары отошла к Испании, что было подтверждено на Берлинской конференции 1884 года. В 1900 году была окончательно установлена граница между Испанией и Францией на полуострове Рас-Нуадибу, который с 1887 года находился под управлением испанской администрации на Канарских островах. В 1904 году испанская (западная) часть полуострова вошла в состав новой колонии Рио-де-Оро. В соответствии с соглашениями 1904 и 1912 гг. с Францией Испания присоединила к Рио-де-Оро территорию Сегиет-эль-Хамра. В таком виде колония просуществовала до 1920 года, когда п-ов Рас-Нуадибу получил статус отдельной колонии Агуэра. Кроме того, с 1912 года, после раздела Марокко, севернее колонии Рио-де-Оро стала располагаться другая испанская колония — Мыс Хуби. В 1924 году было принято решение объединить все три испанские колонии Агуэра, Рио-де-Оро и Мыс Хуби в одну под названием Испанская Сахара со столицей в форте Кап-Джуби (Вилья-Бенс). С тех пор термин Рио-де-Оро больше не применялся для обозначения региона Сегиет-эль-Хамра, а закрепился за остальной территорией Западной Сахары.
В настоящее время термин Рио-де-Оро используется в названии организации Полисарио, ведущей борьбу за полную независимость Сахарской АДР. Также её название упоминается в названии марокканской провинции Вади-эд-Дахаб-эль-Кувира (исп. Río de Oro-La Güera — Рио-де-Оро и Агуэра).